# Gaspar de Palencia
Gaspar de Palencia (circa 1531 - 1590) va ser un pintor manierista espanyol, actiu a Valladolid i Astorga.

## Vida i Obra
Residint a Valladolid, el 1569 va contractar junt amb Gaspar de Hoyos, resident a Madrid, la policromia del retaule major de la catedral d'Astorga, obra cabdal de Gaspar Becerra. Els pintors, «los más eminentes en el dho oficio» que es van poder trobar. Es repartien el retaule a parts iguals, corresponent a Palencia el costat de l'Epístola. A la mort de Hoyos el 1573 va haver de concloure aquestes feines en solitari, encarregant-se íntegrament de la policromia del tabernacle, contractat el 1578, on va portar a terme un minuciós treball de miniaturista, a més a més de proporcionar els dissenys per a les escultures.
També el 1578 va cobrar per treballs de pintura, daurat i estofat del retaule major de l'església de Santa Marta d'Astorga. El retaule es va desmantellar al segle xviii, però en el propi temple es conserven algunes taules que semblen procedir d'ell. Reunides en tres cicles iconogràfics, se centren en les vides de Santa Marta, germana de Llàtzer, i de la seva homònima d'Astorga, representada en la presentació davant el procònsol i el martiri, amb un tercer cicle dedicat a la Passió de Crist.

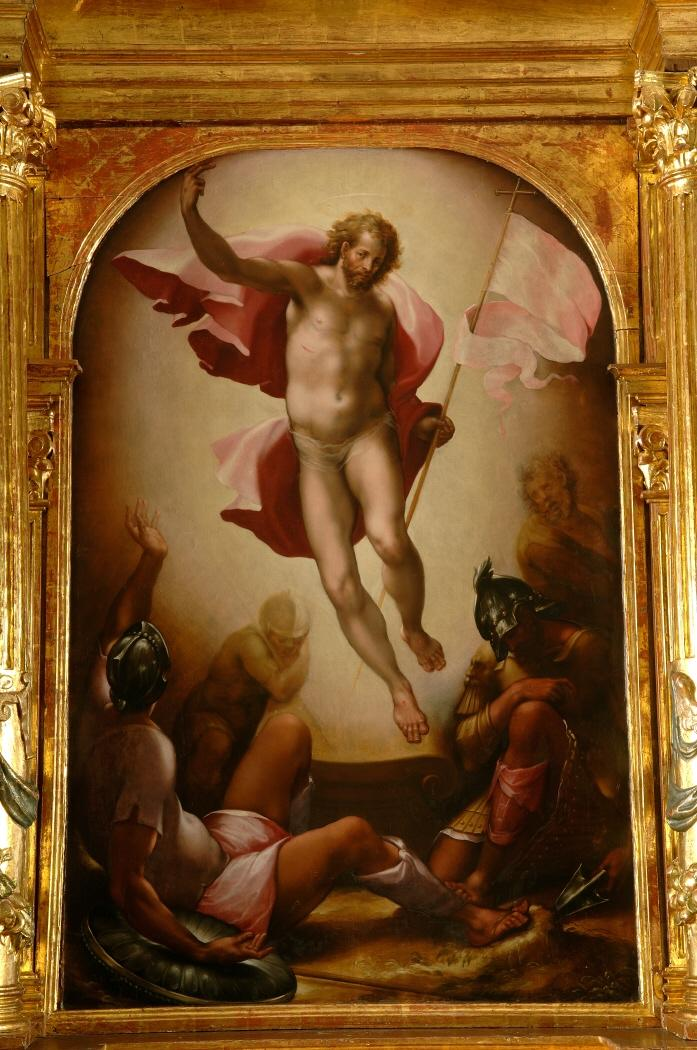
Taula central del Retaule de la Resurrecció.

Aquesta llarga vinculació a Astorga no li va impedir desplaçar-se per terres de Castella per atendre altres encàrrecs. Així, consta que el 1577 quand va taxar pel compte de la vila de El Espinar els treballs de pintura, daurat i policromat del retaule major de l'església parroquial de Sant Eutropi, de la pintura de la qual se n'havia encarregat Alonso Sánchez Coello.
Del seu treball en pintura historiada es coneix el Martiri de santa Àgueda del Museu de Belles Arts de Bilbao, obra signada i d'acusat dramatisme, de la que es troben ressons en la Resurrecció del Museu Lázaro Galdiano. El tractament de la llum, amb la utilització del clarobscur per accentuar els efectes dramàtics és, d'altra banda, el mateix que es troba ales citades[taules de l'església de Santa Marta i posa de manifest el coneixement dels corrents manieristes del Monestir d'El Escorial, que va poder conèixer en els seus viatges a El Espinar. El contacte amb l'obra de Becerra i l'assimilació de les maneres manieristes, tant en la composició com en l'ús de colors càlids, es posa particularment en relleu en l'atribuïda Assumpció de la Mare de Dèu del Museu Nacional d'Escultura de Valladolid, i al Retaule de la Resurrecció procedent de la Reial Audiència i Cancelleria de Valladolid (Museu Nacional d'Escultura), la taula central, d'evident italianisme, s'ha atribuït també al florentí Benedetto Rabuyate i al mateix Becerra, encara que l'autoria de Palencia s'acredita per un poder atorgat pel pintor al batedor d'or Bartolomé de Almenares el 1571, perquè en el seu nom cobrés el que se li devia estava per aquest retaule.